# Прокоф'єв Михайло Олексійович
Михайло Олексійович Прокоф'єв (18 листопада 1910, село Воскресенське Юхновського повіту Смоленської губернії, тепер Тьомкинського району Смоленської області, Російська Федерація — 29 квітня 1999, місто Москва) — радянський державний діяч, вчений-хімік, міністр освіти СРСР. Член ЦК КПРС у 1971—1986 роках. Депутат Верховної Ради СРСР 7—11-го скликань. Доктор хімічних наук, професор (1963). Заслужений професор Московського державного університету (1994). Член-кореспондент Академії наук СРСР (з 1.07.1966 року по Відділенню біохімії, біофізики і хімії фізіологічно активних сполук). Дійсний член Академії педагогічних наук СРСР (з 1967 року).

## Життєпис
Народився в селянській родині. З 1923 року проживав у Москві. У 1927 році закінчив Московську школу-дев'ятирічку з хімічним ухилом.
У 1928—1929 роках — піонервожатий. У 1929—1930 роках — робітник-пресувальник Дербеньовського хімічного заводу в Москві.
У 1930—1935 роках — студент хімічного факультету Московського державного університету.
У 1935—1937 роках — у Червоній армії.
У 1937—1940 роках навчався в аспірантурі Науково-дослідного інституту хімії при МДУ, захистив в 1940 році кандидатську дисертацію «Синтез альфа-аміно-бета-оксикислот і їх дегідратація».
У грудні 1940 — жовтні 1941 року — заступник директора Науково-дослідного інституту хімії при Московському державному університеті.
Член ВКП(б) з 1941 року.
У 1941—1946 роках служив у Військово-морському флоті СРСР начальником відділення управління Народного комісаріату ВМФ, учасник німецько-радянської війни. Демобілізувався в 1946 році.
У 1946—1948 роках — старший науковий співробітник, заступник директора Науково-дослідного інституту хімії при МДУ. У 1948—1951 роках — старший науковий співробітник, секретар партійного комітету Московського державного університету імені Ломоносова.
У 1951—1953 роках — заступник начальника, начальник Головного управління університетів в Міністерстві вищої освіти СРСР. У 1953—1954 роках — начальник Головного управління університетів в Міністерстві культури СРСР.
У 1954—1959 роках — заступник міністра вищої освіти СРСР.
У 1959—1966 роках — 1-й заступник міністра  вищої і середньої спеціальної освіти СРСР.
4 травня — 24 грудня 1966 року — міністр освіти Російської РФСР.
24 грудня 1966 — 20 грудня 1984 року — міністр освіти СРСР.
З грудня 1984 року — персональний пенсіонер союзного значення в Москві. Професор-консультант Московського державного університету імені Ломоносова. 
Автор наукових праць з хімії біополімерів. Під його керівництвом було захищено близько 100 кандидатських дисертацій, більше 10 його учнів стали докторами наук.
Помер 29 квітня 1999 року. Похований в Москві на Ваганьковському цвинтарі.

## Нагороди і звання
- два ордени Леніна
- два ордени Вітчизняної війни ІІ ст. (1945; 1985)
- орден Трудового Червоного Прапора (1960)
- орден Червоної Зірки (1944)
- орден «Знак Пошани» (1955)
- медалі